# Tears (Canción de Clean Bandit)
«Tears» (Lágrimas), es una canción realizada por Clean Bandit con voz de la inglesa Louisa Johnson. Está escrita por Jack Patterson (miembro del grupo) y Sam Romans, y fue publicada el 27 de mayo de 2016. Han actuado en programas como Britain's Got Talent a finales de mayo, o durante la final de The X Factor, el 10 de diciembre de 2016, los intérpretes de la canción participaron junto a 5 After Midnight, uno de los grupos que llegaron hasta la final en el programa.

## Videoclip
El vídeo musical, se encuentra a Clean Bandit junto a Louisa Johnson con instrumentos ardiendo y el suelo inundado de agua interpretando la canción. También se observa un búho de las nieves, animal que apareció en las películas de Harry Potter.